# Neva Morris
Pour les articles homonymes, voir Morris.
Ne doit pas être confondue avec la supercentenaire britannique Eva Morris
Neva Morris née Freed, le 3 août 1895 à Ames (Iowa) et morte le 6 avril 2010 dans sa ville natale, est une supercentenaire américaine. À l'âge de 114 ans et 246 jours, elle était la plus vieille personne vivante, dont l'âge a pu être avéré de manière certaine aux États-Unis, à la suite de la mort de la supercentenaire Mary Josephine Ray et fut la dernière Américaine connue née en 1895. Le 22 décembre 2009, Morris, âgée de 114 ans et 141 jours, détrône Olivia Patricia Thomas en tant que plus vieille personne de l'État de l'Iowa. Le 13 février 2010, elle intègre la liste des 40 plus vieilles personnes de l'histoire de l'humanité, dont l'âge a été certifié.